# Kanton Meudon
Kanton Meudon (fr. Canton de Meudon) je francouzský kanton v departementu Hauts-de-Seine v regionu Île-de-France. Tvoří ho pouze město Meudon.